# El Potrero de los González
El Potrero de los González är en ort i Mexiko.   Den ligger i kommunen Guadalupe y Calvo och delstaten Chihuahua, i den västra delen av landet, 1 100 km nordväst om huvudstaden Mexico City. El Potrero de los González ligger 2 474 meter över havet och antalet invånare är 131.
Terrängen runt El Potrero de los González är kuperad åt nordväst, men åt sydost är den bergig. Runt El Potrero de los González är det mycket glesbefolkat, med 6 invånare per kvadratkilometer. Närmaste större samhälle är Mesa de San José, 14,2 km norr om El Potrero de los González. I omgivningarna runt El Potrero de los González växer huvudsakligen savannskog.